# Suworowka (Kaliningrad)
Suworowka (russisch Суворовка, deutsch Weedern) ist ein Ort in der russischen Oblast Kaliningrad. Er gehört zur kommunalen Selbstverwaltungseinheit Munizipalkreis Osjorsk im Rajon Osjorsk.

## Geographische Lage
Suworowka liegt auf der östlichen Uferseite der Angerapp (russisch: Angrapa) und ist von Uschakowo (Ströpken) bzw. von Rjasanskoje (Hallwischken/Hallweg) aus zu erreichen, die jeweils an der Kommunalstraße 27K-177 von der Rajonstadt Osjorsk (Darkehmen/Angerapp) nach Gawrilowo (Gawaiten/Herzogsrode) liegen. Ein Bahnanschluss besteht nicht.

## Geschichte
Das frühere Gutsdorf Weedern zählte im Jahr 1818 145 Einwohner, deren Zahl bis 1863 auf 209 anstieg. Im 19. Jahrhundert entstand das Gutshaus, das in neogotischer Bauweise errichtet und nach dem Ersten Weltkrieg neobarock umgestaltet wurde.
Am 6. Mai 1874 wurde Weedern namensgebender Ort eines 13 Gutsbezirke und Landgemeinden umfassenden Amtsbezirks, der bis 1945 zum Landkreis Darkehmen (1939–1945 Landkreis Angerapp) im Regierungsbezirk Gumbinnen der preußischen Provinz Ostpreußen gehörte. 1910 lebten in Weedern 188 Menschen.
Zum 17. Oktober 1928 verlor Weedern seine Selbständigkeit und wurde in die Landgemeinde Hallwischken (1938–1945 Hallweg, russisch jetzt Rjasanskoje) eingegliedert. 1945 verließ die Bevölkerung Weederns aufgrund des Näherrückens der Front ihr Dorf mittels Treck, den die damalige Gutsbesitzerin Anna von Zitzewitz führte. Das Gut umfasste zuletzt 1625 Hektar, davon 70 % Ackerfläche, 20 % Weiden und 2 % Wald.
Infolge des Zweiten Weltkrieges kam der Ort mit der gesamten nordostpreußischen Region zur Sowjetunion. 1947 erhielt er den russischen Namen „Suworowka“ und wurde gleichzeitig dem Dorfsowjet Bagrationowski selski Sowet im Rajon Osjorsk zugeordnet. Von 2008 bis 2014 gehörte Suworowka zur Landgemeinde Gawrilowskoje selskoje posselenije, von 2015 bis 2020 zum Stadtkreis Osjorsk und seither zum Munizipalkreis Osjorsk.

### Amtsbezirk Weedern
Von 1874 bis 1945 bestand der Amtsbezirk Weedern, der anfangs von 13 Landgemeinden bzw. Gutsbezirken gebildet wurde:
| Name (bis 1938)                  | Name (1938–1946) | Name (seit 1946) | Bemerkungen                                         |
| -------------------------------- | ---------------- | ---------------- | --------------------------------------------------- |
| Landgemeinden:                   |                  |                  |                                                     |
| Bagdohnen                        | Kleinsausreppen  | Peski            | 1928 in die Landgemeinde Jodszinn eingegliedert     |
| Balschkehmen                     | Balsken          | Poretschje       |                                                     |
| Bidszuhnen ab 1936: Bidschuhnen  | Bidenteich       | Prigorodnoje     |                                                     |
| Groß Pelledauen                  | Jungferngrund    | Minskoje         |                                                     |
| Grünwalde                        | Grünwalde        | --               | 1924 in den Gutsbezirk Röseningken eingegliedert    |
| Hallwischken                     | Hallweg          | Rjasanskoje      |                                                     |
| Klein Darkehmen                  | Schimmelhof      | --               |                                                     |
| Klein Grobienen                  | Klein Grobienen  | --               |                                                     |
| Puikwallen                       | Schönwall        | Timofejewka      |                                                     |
| Ströpken                         | Ströpken         | Uschakowo        |                                                     |
| Gutsbezirke:                     |                  |                  |                                                     |
| Friedrichsfelde (Ksp. Darkehmen) | Friedrichsfelde  | Sapolje          | 1928 in die Landgemeinde Jodszinn eingegliedert     |
| Röseningken                      | Rößningen        | Resnikowo        | 1928 in die Landgemeinde Bidszuhnen eingegliedert   |
| Weedern                          | Weedern          | Suworowka        | 1928 in die Landgemeinde Hallwischken eingegliedert |

Am 1. Januar 1945 gehörten noch acht Gemeinden zum Amtsbezirk Weedern: Balsken, Bidenteich, Hallweg, Jungferngrund, Klein Grobienen, Schimmelhof, Schönwall und Ströpken.

## Kirche
Die vor 1945 fast ausnahmslos evangelische Bevölkerung von Weedern war in das Kirchspiel Darkehmen (1938–1946 Angerapp, seit 1946 Osjorsk) eingepfarrt. Es gehörte zum Kirchenkreis Darkehmen in der Kirchenprovinz Ostpreußen der Kirche der Altpreußischen Union. Letzte deutsche Geistliche waren die Pfarrer Johannes Gemmel und Helmut Passauer.
Während der Zeit der Sowjetunion fand kirchliches Leben offiziell nicht statt. In den 1990er Jahren bildeten sich in der Oblast Kaliningrad neue evangelische Gemeinden, von denen Kadymka (Eszerningken, 1936–1938 Escherningken, 1938–1946 Eschingen) Suworowka am nächsten liegt. Sie ist der Propstei Kaliningrad der Evangelisch-Lutherischen Kirche Europäisches Russland (ELKER) angeschlossen. Die zuständigen Pfarrer sind die der Salzburger Kirche in Gussew (Gumbinnen).

## Gestüt Weedern
Um 1800 entstand in Weedern ein bedeutendes Privatgestüt, das noch heute betrieben wird. Alexander von Neumann aus Szirgupönen (1936–1938 Schirgupönen, 1938–1946 Amtshagen, ab 1946: Dalneje, nicht mehr existent) kaufte 1832 Gut Weedern zu seinem Besitz hinzu. Durch Erbschaft kam das Gut an Eberhard von Zitzewitz aus Muttrin in Pommern, der den Pferdezuchtbetrieb im In- und Ausland berühmt machte. Zitzewitz war von 1923 bis zu seinem Tode 1934 Präsident des „Reichsverbandes für Zucht und Prüfung deutschen Warmbluts“. Nach der Flucht in den Westen lebte der Erbe von Weedern, Eberhard von Zitzewitz bis zu seinem Tode in Altenmedingen in der Lüneburger Heide. Ein Teil der alten wertvollen Weederner Stutenlinien wird noch heute durch Andrea und Volker-Alexander von Zitzewitz im Ostholsteinischen Gestüt Katarinental gezüchtet.
Heute hat das Gestüt Weedern neue Bedeutung erlangt. Neben der Pferdezucht, Hannoveraner und Trakehner, wird Pflanzenanbau und ein reittouristisches Angebot betrieben. Durch den Kauf des Gestüts durch Jelena Baturina, Ehefrau des ehemaligen und über Affären gestürzten Moskauer Oberbürgermeisters Juri Luschkow, wurden die Gebäude im Auftrag der neuen Eigentümerin saniert. Darüber hinaus hatte sie die Absicht, das alte Gutshaus zu einem Spitzenhotel umzubauen. Dieses Vorhaben ist nicht zur Realisation gelangt, weil die Vorgänge um ihren Ehemann Lushkov in der Folge auch dieses Projekt in Mitleidenschaft gezogen haben.